# Lakshmi Planum (quadrangle)

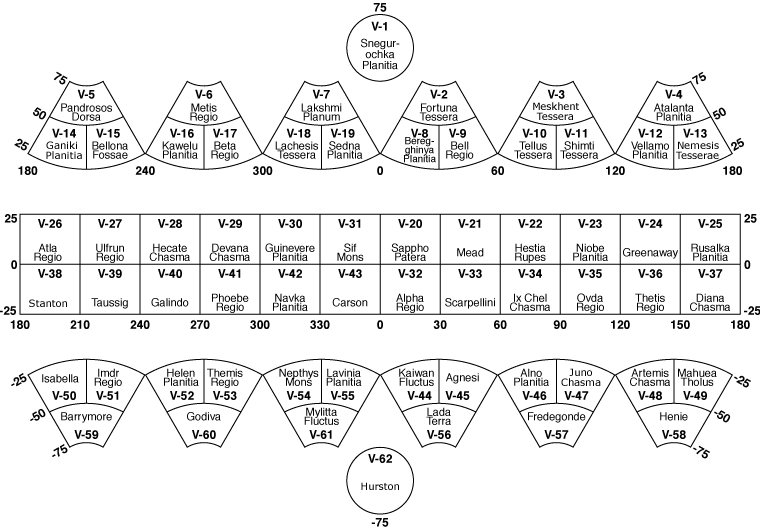
Quadrangles op Venus op schaal 1 : 5.000.000

Lakshmi Planum (V–7; breedtegraad 50°–75° N, lengtegraad 300°–360° E) is een quadrangle op de planeet Venus. Het is een van de 62 quadrangles op schaal 1 : 5.000.000. Het quadrangle werd genoemd naar de gelijknamige hoogvlakte die op zijn beurt is genoemd naar Lakshmi, de hindoeïstische godin van licht, rijkdom, geluk, vruchtbaarheid en liefde.

## Geologische structuren in Lakshmi Planum
Chasma
- Vires-Akka Chasma

Coronae
- Ashnan Corona
- Beiwe Corona
- Omosi-Mama Corona
- Xilonen Corona

Dorsa
- Auska Dorsum

Fossae
- Rangrid Fossae

Fluctus
- Djata Fluctus
- Neago Fluctūs

Inslagkraters
- Aftenia
- Akhmatova
- Bahriyat
- Berta
- Cotton
- Gražina
- Ivka
- Kartini
- Lind
- Lotta
- Lyudmila
- Magda
- Magnani
- Osipenko
- Rita
- Sévigné
- Sigrid
- Stefania
- Tamara
- Volyana
- Wanda
- Zlata

Montes
- Akna Montes
- Danu Montes
- Freyja Montes
- Maxwell Montes
- Muta Mons

Paterae
- Colette Patera
- Sacajawea Patera
- Siddons Patera

Plana
- Lakshmi Planum

Planitiae
- Sedna Planitia

Rupes
- Ut Rupes
- Vesta Rupes

Terrae
- Ishtar Terra

Tesserae
- Atropos Tessera
- Jyestha Tesserae
- Moira Tessera

Valles
- Lunang Vallis